# Prevelianá (Héraklion)
Prevelianá (grec moderne : Πρεβελιανά) est une localité située dans le dème de Gortyne, district régional d'Héraklion, dans la periphérie de Crète, en Grèce.
Selon le recensement de 2011, elle compte 161 habitants.